# Porta Pispini
La Porta Pispini  (plus précisément Porta dei Pìspini) est l'une des anciennes portes des remparts de la ville de Sienne qui enserrent le centre historique de la ville. 

## Histoire
Initiée en 1326  par Minuccio di Rinaldo, elle présente, comme la Porta Romana, des éléments défensifs (créneaux et bastion), une décoration à fresque, ici de la  Natività du Sodoma datée de 1530-1531,  elle-même détériorée, détachée et transférée à la Basilique Saint-François.